# Fernando Aguerre
Fernando Aguerre (* 1957 in Mar del Plata, Argentinien) ist ein argentinischer Unternehmer, Surfer und Surf-Funktionär. Er ist amtierender Präsident der ISA. Außerdem ist er Pionier des Surfwesens in Argentinien und war lange Zeit einer der führenden Surfunternehmer weltweit.

## Leben
Fernando Aguerre entstammt gutbürgerlichen Verhältnissen. Sein Vater war Anwalt und Besitzer einer großen Ranch, seine Mutter war ebenfalls Anwältin und Psychologin. Mit zwölf Jahren wurde durch seinen Bruder das Interesse am Surfen geweckt. Sein erstes, kleines Unternehmen war eine Werkstatt in Mar del Plata, in der Surfutensilien und Boards repariert wurden. 1976 gab es einen Militärputsch in Argentinien und die Militärs verboten das Surfen, da es als amerikanisch und freiheitlich galt. Aguerre setzte sich bei diversen Funktionären als offizieller Vertreter des Surfwesens in Argentinien ein, worauf diese Anordnung einige Monate später wieder aufgehoben wurde. Dies eröffnete in Argentinien einen regen Surfboom. Für viele junge Surfer in Argentinien war Aguerre fortan ein Held und es half allen, aus dem düsteren Alltag der Militärdiktatur (1976–1983) in die Welt der Wellen zu flüchten. In dieser Zeit begründete er auch das erste Surfmagazin Argentiniens und während der Diktatur auch den argentinischen Surfverband.
Zwischen 1978 und 1984 studierte Aguerre Rechtswissenschaften, die er 1984 mit juristischen Examen abschloss. 1984 ging er nach Kalifornien, wo er zusammen mit seinem Bruder die Surfsandalen erfanden und entwickelten sowie das Unternehmen "Reef" begründeten, den ersten weltweiten Ausstatter für Surfbekleidung, Sandalen und teilweise auch Boards. Bis 2003 war er der Vorstandsvorsitzende des Unternehmens, 2005 verkauften er und sein Bruder das Unternehmen an eine andere Firma. Auch war er Vorstandsmitglied der SIMA (Surf Industry Manufactures Association), des Weltverbandes der Surfausstatter.
Seit 1994 ist Aguerre Präsident der International Surfing Association (ISA). In seine Amtszeit fiel auch die Umstrukturierung zu einem internationalen Verband mit Filialen in mehr als 55 Ländern sowie der Eingliederung in den IOC. In seine Amtszeit fiel auch der Tod mehrerer bedeutender Spitzensurfer, so des südafrikanischen Spitzensurfers David Lilienfeld sowie der amerikanischen Spitzensurfer Jay Moriarity und Andy Irons. 1992 war er Mitbegründer der PASA (Panamerican Surfing Association).
Bis heute gilt Fernando Aguerre als Pionier des Surfwesens in Argentinien und Lateinamerika. Auch wird er oftmals als einer der  wichtigsten Surfunternehmer weltweit genannt und gilt als eine wichtige Figur in der Geschichte des Surfsports.
Er lebt mit seiner Frau und seinen Drillingen in La Jolla, Kalifornien. Bis heute surft er regelmäßig in seiner Wahlheimat Kalifornien. Er spricht fließend Spanisch, Englisch und Portugiesisch.